# Meisam Nassiri
Meisam Nassiri (in persiano میثم نصيری‎; Zanjan, 1º giugno 1989) è un lottatore iraniano, specializzato nella lotta greco-romana.

## Biografia
È stato campione continentale nei 65 kg ai campionati asiatici di Bangkok 2016, mentre a quelli di Nuova Delhi 2017 ha vinto la medaglia di bronzo.

## Palmarès
- Campionati asiatici

Bangkok 2016: oro nei 65 kg;
Nuova Delhi 2017: bronzo nei 65 kg;
- Giochi della solidarietà islamica

Baku 2017: oro nei 65 kg;